# Bryan Singer
Bryan Jay Singer (Nova Iorque, 17 de setembro de 1965) é um produtor e diretor norte-americano, dirigiu grandes produções cinematográficas recordes de bilheteria para o cinema com "Os Suspeitos" (1995) e "X-Men" (2000).
Bryan Singer nasceu em Nova Iorque, e foi adotado por Grace Singer, uma ativista ambiental, e Norbert Dave Cantor, um executivo empresarial. Ele cresceu em um lar judeu em West Windsor Township, New Jersey. Singer estudou cinema por dois anos em Nova York School of Visual Arts e mais tarde transferido para a Escola USC de Artes Cinematográficas de Los Angeles. Os atores Lori e Marc Singer são seus primos. É considerado uma pessoa de difícil temperamento, se desentendeu com o elenco de X- Men Apocalypse por sempre chegar atrasado e de ressaca nos sets de filmagens, foi assim também nos bastidores do filme Bohemian Rhapsody quando quase chegou as vias de fato com o ator Rami Malek, depois desse episódio Singer foi demitido do filme.
Em 2003 Singer foi acusado de estupro por um adolescente chamado Cesar Sanches Guzma durante uma festa, Singer nega que isso tenha ocorrido, o inquérito foi encerrado em 2019 através de uma negociação feita pelos advogados de ambas as partes.
Bryan Singer é bissexual assumido.

## Filmografia

### Cinema
Direção
- 1988 - Lion's Den (curta-metragem)
- 1993 - Public Access
- 1995 - The Usual Suspects
- 1998 - Apt Pupil
- 2000 - X-Men
- 2003 - X-Men 2
- 2006 - Superman Returns
- 2008 - Valkyrie
- 2012 - Jack the Giant Slayer
- 2014 - X-Men: Days of Future Past
- 2016 - X-Men Apocalipse[3]
- 2018 - Bohemian Rhapsody

Produção
- 2007 - Trick 'r Treat
- 2011 - X-Men: First Class

### Televisão
- 2004-2012 - House, M.D. (produtor; dirigiu 3 episódios)
- 2005 - The Triangle (produtor, roteirista)
- 2007 - Football Wives (diretor, productor)
- 2007–09 - Dirty Sexy Money (produtor)
- 2015-19 - Legion (produtor)
- 2017-19 - The Gifted (produtor)